# Artaxerxes (opera)
Artaxerxes är en opera i tre akter med musik av Thomas Arne till ett libretto av Metastasio (1730) översatt till engelska av tonsättaren. 

## Historia
Metastasios text Artaserse skulle komma att tonsättas 90 gånger av bland andra Johann Adolph Hasse, Leonardo Vinci, Gluck, Graun, Baldassare Galuppi, Johann Christian Bach och Jommelli. Varken handling eller musik är enkel. Arne försakade den engelska musiknaturligheten för italiensk prålighet. Han till och med skrev de stora rollerna för två kastratsångare. Operan, som var Englands första opera seria, hade premiär den 2 februari 1762 på Covent Garden-operan i London.

## Personer
- Artaxerxes, son till kung Xerxes I av Persien; Arbaces vän (altkastrat)
- Mandane, dotter till Xerxes; Arbaces älskade (sopran)
- Artabanes, general i Xerxes armé (tenor)
- Arbaces, son till Artabanes (soprankastrat)
- Semira, dotter till Artabanes; Artaxerxes älskade (sopran)
- Rimenes, Artabanes kapten (tenor)

## Handling
Persepolis, 400-talet f.Kr.
Kung Xerxes son Artaxerxes är förälskad i Semira. Hans syster Mandane är förälskad i Arbaces. Semira och Arbaces är syskon och barn till Artabenes, general i Xerxes armé. Xerxes är missnöjd med dotterns val och förvisar Arbaces, varpå den hämndfyllda Artananes mördar Xerxes. Xerxes äldsta son, kronprins Darius, misstänks för dådet och dödas av Artabanes. Men Arbaces blir beskylld för mordet och hans barndomsvän Artaxerxes bestämmer att Artabanes ska vara domare i målet mot Arbaces. Artabanes dömer sonen till döden. Artaxerxes, som inte tror att vännen har mördat fadern, hjälper honom att fly. Under flykten möter Arbaces en rebellarmé och dödar deras ledare. Artabanes försöker förgifta Artaxerxes men planen upptäcks. Allt slutar lyckligt och till och med Artabanes blir förlåten men förvisas från riket.